# Domenico Cittera
Domenico Cittera (Legnano, 20 marzo 1890 – Legnano, 22 maggio 1958) è stato un ciclista su strada italiano, professionista dal 1909 al 1919. Pioniere del ciclismo, non ottenne alcuna vittoria, ma si mise in luce nelle classiche di un giorno, ottenendo piazzamenti di rilievo: concluse secondo la Coppa Val d'Olona 1908, quarto la Roma-Napoli-Roma 1908, la Tre Coppe Parabiago 1909, il Giro di Lombardia 1910 e nono alla Milano-Torino 1911.

## Palmarès
- 1908 (dilettanti)

Campionati italiani, Prova in linea Amatori

## Piazzamenti

### Grandi Giri
- Giro d'Italia

1913: 24º

### Classiche monumento
- Milano-Sanremo

1911: 40º
1912: 33º
1913: 26º
- Giro di Lombardia

1909: 6º
1910: 4º